# Mustasaari (ö i Finland, Norra Karelen, Joensuu, lat 62,46, long 29,67)
Mustasaari är en ö i Finland. Den ligger i sjön Pyhäselkä och i kommunen Libelits i den ekonomiska regionen  Joensuu ekonomiska region  och landskapet Norra Karelen, i den sydöstra delen av landet, 400 km nordost om huvudstaden Helsingfors. Öns area är 5,9 hektar och dess största längd är 500 meter i sydöst-nordvästlig riktning.